# Calendrier moundang
Le calendrier moundang est un comput du temps utilisé par les Moundang, un peuple de l'Afrique noire. Ces agriculteurs, jadis organisés en une monarchie indépendante ayant la ville de Léré pour capitale, vivent actuellement aux confins du Tchad et du Cameroun. Ce calendrier utilisé à des fins agricoles et religieuses divise l'année en douze mois lunaires répartis sur deux saisons. L'année commence par les mois de la saison chaude et se termine par les mois de la saison pluvieuse.

## Fixation des dates rituelles

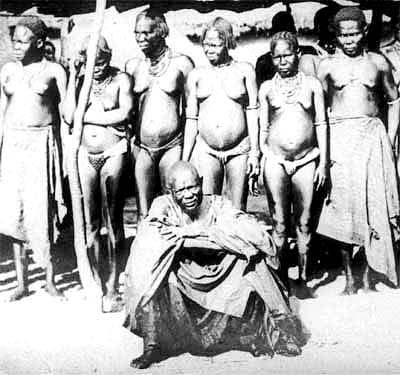
Le roi Čomé II assis devant quelques-unes de ses épouses en 1906. (cliché de la mission Moll).

L'année si est divisée en douze lunaisons fing arbitrairement divisées en deux saisons ; la saison sèche kalé et la saison pluvieuse zalé ou za-bamé. Les problèmes d'ajustements que pose tout calendrier lunaire sont l'affaire des devins pah-kendani. Ces derniers fixent le moment des fêtes et des rituels après avoir consulté les cailloux divinatoires kendani. Leurs réunions en collège se font après une convocation du roi moundang, le Gõ-Léré:

« Jadis, les Gõ-Léré étaient de vrais souverains, personne ne les commandait. Ce qu'ils voulaient faire, ils le faisaient et quand il fallait demander aux devins de commencer les consultations pour les grands rituels de l'année (à la fin de la lunaison de Ma dum-bi— dans le mois d'août), ils en donnaient l'ordre aux Grands du village de Lumburi (l'ancienne résidence des rois de Léré). Alors ceux-ci réunissaient un collège de pah-kendani qui se mettaient au travail pour fixer, entre autres, les dates et l'ordre des activités rituelles prescrites par notre coutume (...) »

— Mangay, informateur de Alfred Adler (ethnologue).

## Saison pluvieuse
- Mar-fu (le commencement), de rares pluies intermittentes, avril-mai

- Ma-de-ute-bi-jã (quand les bœufs s'abreuvent longuement), petites pluies et de violentes tornades, mai-juin

- Ma mengwe lané (mois du premier sarclage), de fortes pluies mais intermittentes, juin-juillet

- Ma mengwe li (mois du grand sarclage), pluies abondantes, débuts des rituels religieux, juillet-août

- Ma dum-bi (mois des grosses pluies), août-septembre

- Fing-du (be) li (mois des « Grands »), fin de la saison des pluies, septembre-octobre, mois néfaste où sortent les masques, les rhombes et les esprits

## Saison sèche
- Fing moundang (fête des prémices), octobre-novembre

- Fing-Dué (mois sec et relativement frais), novembre-décembre

- Fing-Yaru (fête de l'Âme du mil), décembre-janvier

- Fing-luo (chasse rituelle de la pintade), janvier-février

- Ĉok-ĉok lané (petite chaleur), février-mars

- Ĉok-ĉok li (grande chaleur), mars-avril